# Borgosesia Calcio 1997-1998
Questa pagina raccoglie le informazioni riguardanti il Borgosesia Calcio nelle competizioni ufficiali della stagione 1997-1998.

## Risultati

### Campionato

#### Poule scudetto
| Arbitro: | Valensin (Milano) |

|             |           |            |
| Spatari 79’ | Marcatori | 59’ Siazzu |

| Arbitro: | Acarrer |

|                                    |           |                           |
| Scienza 21’ Siazzu 51’ Paladin 80’ | Marcatori | 30’ Callegari 64’ Orlandi |

| Giugliano in Campania 30 maggio 1998, ore 16:30 CEST Semifinale - Andata | Giugliano | 3 – 0 referto | Borgosesia | Stadio Alberto De Cristofaro |
| \| \| \| \| \| Pisani 14’ Spanò 22’ Fecarotta 62’ \| Marcatori \| \|     |           |               |            |                              |
|                                                                          |           |               |            |                              |
| Pisani 14’ Spanò 22’ Fecarotta 62’                                       | Marcatori |               |            |                              |

| Arbitro: | Benedetti (Vicenza) |

|            |           |                |
| Siazzu 38’ | Marcatori | 68’ Castellone |